# Persone di nome Marjorie
| Questa pagina contiene informazioni ricavate automaticamente dalle voci biografiche con l'ausilio del template Bio e di un bot. L'aggiornamento è periodico e automatico e ricostruisce completamente la pagina. Se manca una persona in questa lista, sei pregato di non aggiungerla, ma accertati piuttosto che la sua voce biografica contenga il template Bio e che i dati anagrafici siano correttamente compilati. Se il template Bio manca, inseriscilo tu stesso o, in alternativa, metti l'avviso {{tmp\|Bio}} che ne segnala la mancanza. Se i dati riportati sono sbagliati, correggi direttamente la voce biografica; le modifiche saranno visibili in questa lista entro pochi giorni. Per chiarimenti vedi il progetto antroponimi. La lista contiene solo le 51 persone che sono citate nell'enciclopedia e per le quali è stato implementato correttamente il template Bio. Pagina aggiornata al 16 ott 2024. |

Questa è una lista di persone presenti nell'enciclopedia che hanno il prenome Marjorie, suddivise per attività principale.

## Altiste(1)
- Marjorie Clark, altista, ostacolista e velocista sudafricana (Bulwer, n. 1909 - † 1993)

## Attrici(14)
- Marjorie Bennett, attrice australiana (York, n. 1896 - Hollywood, † 1982)
- Marjorie Daw, attrice statunitense (Colorado Springs, n. 1902 - Huntington Beach, † 1979)
- Marj Dusay, attrice statunitense (Hays, n. 1936 - New York, † 2020)
- Marjorie Estiano, attrice e cantante brasiliana (Curitiba, n. 1982)
- Marjorie Gateson, attrice statunitense (Brooklyn, n. 1891 - New York, † 1977)
- Marjorie Hoshelle, attrice statunitense (Chicago, n. 1918 - Los Angeles, † 1989)
- Marjorie Kane, attrice statunitense (Chicago, n. 1909 - Los Angeles, † 1992)
- Marjorie Lord, attrice statunitense (San Francisco, n. 1918 - Beverly Hills, † 2015)
- Markie Post, attrice e imprenditrice statunitense (Palo Alto, n. 1950 - Los Angeles, † 2021)
- Marjorie Rambeau, attrice statunitense (San Francisco, n. 1889 - Palm Springs, † 1970)
- Marge Redmond, attrice statunitense (Cleveland, n. 1924 - † 2020)
- Marjorie Reynolds, attrice statunitense (Buhl, n. 1917 - Manhattan Beach, † 1997)
- Marjorie Rhodes, attrice britannica (Kingston upon Hull, n. 1897 - Hove, † 1979)
- Marjorie de Sousa, attrice venezuelana (n. 1980)

## Biologhe(1)
- Marjorie Courtenay-Latimer, biologa sudafricana (Aliwal North, n. 1907 - East London, † 2004)

## Cantanti(1)
- Marjorie Noël, cantante francese (Bayeux, n. 1945 - Parigi, † 2000)

## Cantautrici(1)
- Marjorie Biondo, cantautrice italiana (Roma, n. 1972)

## Cestiste(1)
- Marjorie Carpréaux, cestista belga (Boussu, n. 1987)

## Costumiste(1)
- Marjorie Best, costumista statunitense (Jacksonville, n. 1903 - Toluca Lake, † 1997)

## Critiche letterarie(1)
- Marjorie Perloff, critica letteraria e anglista austriaca (Vienna, n. 1931 - Los Angeles, † 2024)

## Danzatrici(2)
- Marge Champion, ballerina, coreografa e attrice statunitense (Los Angeles, n. 1919 - Los Angeles, † 2020)
- Marjorie Tallchief, ballerina statunitense (Denver, n. 1926 - Boca Raton, † 2021)

## Imprenditrici(1)
- Marjorie Merriweather Post, imprenditrice, socialite e filantropa statunitense (Springfield, n. 1887 - Washington, † 1973)

## Modelle(3)
- Marjorie Cevallos, modella ecuadoriana (Guayaquil, n. 1986)
- Marjorie Vincent, modella statunitense (n. 1964)
- Marjorie Wallace, modella, attrice e conduttrice televisiva statunitense (Indianapolis, n. 1954)

## Nobili(1)
- Marjorie, Contessa di Carrick, nobile scozzese († 1292)

## Nuotatrici(1)
- Marjorie McQuade, nuotatrice australiana (n. 1934 - † 1997)

## Pittrici(1)
- Marlow Moss, pittrice e scultrice britannica (Londra, n. 1889 - Penzance, † 1958)

## Politiche(5)
- Marjorie Holt, politica e avvocata statunitense (Birmingham, n. 1920 - Severna Park, † 2018)
- Marjorie Jackson, politica e ex velocista australiana (Coffs Harbour, n. 1931)
- Marjorie Margolies-Mezvinsky, politica e giornalista statunitense (Filadelfia, n. 1942)
- Mo Mowlam, politica britannica (Watford, n. 1949 - Canterbury, † 2005)
- Marjorie Taylor Greene, politica e imprenditrice statunitense (Milledgeville, n. 1974)

## Principesse(1)
- Marjorie Bruce, principessa scozzese (n. 1296 - Paisley, † 1316)

## Psicologhe(1)
- Marjorie Brierley, psicologa britannica (Londra, n. 1893 - Londra, † 1984)

## Scrittrici(6)
- Marjorie Boulton, scrittrice e esperantista britannica (Teddington, n. 1924 - † 2017)
- Marjorie Bowen, scrittrice e saggista inglese (Hayling Island, n. 1885 - Inghilterra, † 1952)
- Marjorie Kellogg, scrittrice e sceneggiatrice statunitense (Santa Barbara, n. 1922 - Santa Barbara, † 2005)
- Marjorie Liu, scrittrice statunitense (Filadelfia, n. 1979)
- Marjorie Kinnan Rawlings, scrittrice statunitense (Washington, n. 1896 - St. Augustine, † 1953)
- Marjorie Whitaker, scrittrice inglese (Bradford, n. 1895 - Skipton, † 1976)

## Soprani(1)
- Marjorie Lawrence, soprano australiano (Deans Marsh, a 135 km. da Melbourne, n. 1907 - Little Rock, † 1979)

## Storiche(1)
- Marjorie Reeves, storica britannica (Bratton, n. 1905 - Oxford, † 2003)

## Tenniste(3)
- Marjorie Blackwood, ex tennista canadese (n. 1957)
- Marjorie Cox Crawford, tennista australiana (Bowral, n. 1903 - Sydney, † 1983)
- Marjorie Mountain, tennista australiana

## Tuffatrici(1)
- Marjorie Gestring, tuffatrice statunitense (Los Angeles, n. 1922 - Hillsborough, † 1992)

## Violiniste(1)
- Marjorie Hayward, violinista e insegnante inglese (Greenwich, n. 1885 - Londra, † 1953)

## Senza attività specificata(1)
- Marjorie Newell Robb,  statunitense (Lexington, n. 1889 - Fall River, † 1992)